# Herb gminy Świdnica (powiat świdnicki)
Herb gminy Świdnica – jeden z symboli gminy Świdnica, ustanowiony 9 sierpnia 1996.

## Wygląd i symbolika
Herb przedstawia na tarczy dzielonej w literę „T” polu pierwszym o barwie czerwonej przedstawia złotą sowę siedzącą na trójwzgórzu, w polu drugim o barwie złotej czerwony gryf trzymający złoty kłos, w polu trzecim, błękitnym, złota gałązka oliwna.
Sowa i trójwzgórze nawiązują do położenia gminy w Górach Sowich i na Pogórzu Wałbrzyskim, czerwony gryf nawiązuje do związków gminy ze Świdnicą - wizerunek gryfa występuje w herbie miasta. Elementem dodatkowym jest kłos, tłumaczący się zarówno dosłownie, jako symbol rolnictwa, jak i symbolicznie, jako znak dostatku i hojności ziemi. Natomiast gałązka oliwna nawiązuje do Mszy Pojednania odprawionej w Krzyżowej 12 listopada 1989, oznacza także pojednanie i zgodę.